# Daniel McMahon
Daniel McMahon, M. Sc., FCPA, FCA, est un comptable canadien né en 1956, auteur de plusieurs ouvrages pédagogiques portant sur la finance et la comptabilité. Il fut également président et chef de l'Ordre des comptables agréés du Québec de 2004 à 2016. Il est nommé le 19 janvier 2016 au recteur de l’Université du Québec à Trois-Rivières, officiellement entré en fonction depuis le 8 février 2016, assermenté pour un mandat quinquennal,.

## Publication pédagogique
Plusieurs ouvrages publiés chez Chenelière Éducation dont :
- La comptabilité et les PME
- La comptabilité et les PME - Recueil de solutions pour étudiants
- La comptabilité et les PME, 2e édition
- Comptabilité 1, 2e édition - Comprendre et agir
- Comptabilité 2, 2e édition - Comprendre et agir
- Comptabilité intermédiaire : Analyse théorique et pratique
- Comptabilité intermédiaire - Questions, exercices, problèmes, cas

## Affiliations

UQTR.

- Membre de l’Ordre des comptables agréés du Québec, Fellow
- Président et chef de la direction - Ordre des comptables professionnels agréés du Québec
- Président et chef de la direction - Ordre des comptables agréés du Québec
- Vice-recteur à l'administration et aux finances - Université du Québec à Trois-Rivières
- Maire de la ville de Nicolet
- Préfet de la MRC Nicolet-Yamaska
- Président fondateur du Centre local de développement de la MRC Nicolet-Yamaska
- Président fondateur du conseil régional de concertation et de développement du Centre-du-Québec
- Président du conseil d’administration de l’École nationale de police du Québec

## Honneurs

Ruban de la médaille du jubilé de diamant de la reine Élisabeth II.

- Prix de la ministre de l’Éducation, du Loisir et du Sport pour le meilleur volume universitaire
- Prix d’excellence en enseignement
- Prix Pythagore en reconnaissance de ses réalisations professionnelles, de son implication dans sa communauté et des liens qu’il conserve avec son alma mater
- Médaille du jubilé de diamant de la reine Elizabeth II